# Templeton (Iowa)
Templeton é uma cidade localizada no estado americano de Iowa, no Condado de Carroll.

## Demografia
Segundo o censo americano de 2000, a sua população era de 334 habitantes.
Em 2006, foi estimada uma população de 334, um aumento de 0 (0.0%).

## Geografia
De acordo com o United States Census Bureau tem uma área de
1,1 km², dos quais 1,1 km² cobertos por terra e 0,0 km² cobertos por água. Templeton localiza-se a aproximadamente 439 m acima do nível do mar.

## Localidades na vizinhança
O diagrama seguinte representa as localidades num raio de 12 km ao redor de Templeton.